# Норберт Елиас
Норберт Елиас (на английски: Norbert Elias) е германо-британски социолог и автор на произведения в жанра социологически изследвания, особено известен с теорията си за цивилизационните/децивилизационни процеси.

## Биография и творчество

### Произход и ранни години (1897 – 1933)
Роден е на 22 юни 1897 г. в Бреслау, Силезия, Прусия, Германска империя (днес Вроцлав, Полша), в еврейското семейство на Херман и Софи Галевски. Баща му е бизнесмен в текстилната промишленост.
След полагане на абитуриум през 1915 г. Елиас става доброволец в немската армия през Първата световна война и е телеграфист, първо на Източния фронт, а след това на Западния фронт. През 1917 г. претърпява нервен срив, обявен е за негоден за служба и е изпратен в Бреслау като санитар. Същата година започва да изучава философия, психология и медицина в университета в Бреслау. През 1919 и 1920 г. специализира по един семестър в университетите на Хайделберг и Фрайбург, като през 1919 г. се отказва от медицината. За да плаща за образованието си работи като ръководител на отдела за износ в местна фабрика. През 1924 г. завършва с докторска дисертация по философия под ръководството на Рихард Хьонигсвалд, представител на неокантианството. Разочарован от отсъствието на социалния аспект в неокантианството той се насочва към социологията за по-нататъшното си обучение.
По време на пребиваването си до 1925 г. в Бреслау Елиас е ангажиран с немското ционистко движение и действа като един от водещите интелектуалци в немско-еврейското младежко движение „Блау-Вайс“. Запознава се с Ерих Фром, Гершом Шолем и др. В Хайделберг работи с Алфред Вебер. През 1930 г. става асистент в университета във Франкфурт при социолога Карл Манхайм.

### Париж (1933 – 1935)
През 1933 г., със започване на гоненията на евреите от нацисткия режим, бяга в Париж. През двете си години в Париж Елиас работи като частен учен, подкрепен от стипендия от „Амстердам Стюнфондс“ и организира малка работилница за производство на детски играчки.

### Великобритания (1935 – 1962)
През 1935 г. се премества във Великобритания, където работи със стипендия от организация за подпомагане на еврейски бежанци върху първата си книга „Относно процеса на цивилизация“ до 1939 г., когато тя е публикувана. Теорията му се фокусира върху връзката между властта, поведението, емоцията и знанието във времето. Той значително оформя това, което се нарича социология на развитието или фигуративна социология.
През 1939 г. Елиас се среща с Карл Манхайм и получава длъжността старши научен сътрудник в Лондонското училище по икономика. През 1940 г. е евакуиран в Кеймбридж, но заради националността си и войната е задържан в лагери за интерниране в Ливърпул и на остров Ман в продължение на осем месеца (баща му умира през 1940 г. в Бреслау, а майка му е депортирана през 1942 г. в Треблинка, където умира).
След освобождаването си през 1941 г. се завръща в Кеймбридж и до края на войната работи за британските разузнавателни служби, разследвайки нацистите сред германските военнопленници. После преподава във вечерни курсове за образование на възрастни, във вечерните курсове по социология, психология, икономика и икономическа история в университета в Лестър и чете лекции в други висши учебни заведения. Заедно със Зигмунд Фулкес постават теоретичните основи на груповия анализ, важна школа за терапия. През 1952 г. е съосновател на Обществото за групова анализа в Лондон и самият той работи като групов терапевт. През 1952 г. получава британско гражданство.
През 1954 г. става преподавател по социология в университета в Лестър, където заедно с Иля Нойстад допринася значително за развитието на социологическия факултет на университета, който се превръща в един от най-големите и влиятелни във Великобритания. Пенсионира се през 1962 г., но продължава да преподава на студенти в Лестър до средата на 70-те години.

### Следващи години (1962 – 1990)
В периода 1962 – 1964 г. преподава като професор по социология в университета на Гана в Легон близо до Акра. След завръщането си в Европа през 1965 г. прекарва много време като професор в различни немски и холандски университети, а от 1978 г. се установява в Амстердам.
Репутацията и популярността му нараства много след преиздаването на книгата му „Относно процеса на цивилизация“ през 1969 г. и става един от най-влиятелните социолози в историята на областта. Наричан е „холандския мислител“, а книгата е класирана сред най-важните книги в социологията през ХХ век.
В периода 1978 – 1984 г. работи в Центъра за интердисциплинарни изследвания в университета в Билефелд, където през 1980 г. получава титлата почетен доктор.
За дейността си получава редица награди, включително отличието „Командор на ордена за заслуги към ФРГ“ и „Командор на ордена Орание-Насау за държавни заслуги“ към Нидерландия.
Умира на 1 август 1990 г. в Амстердам, Холандия, на 93-годишна възраст.

## Произведения
- Über den Prozess der Zivilisation (1939)
Том 1, Относно процеса на цивилизация: Социогенет. и психогенет. изследвания, изд. „Атика“ (1999), прев. Мария Нейкова и др.
Том 2, Относно процеса на цивилизация: Промени в обществото – Проект за теория на цивилизацията, изд. „Атика“ (2000), прев. Росица Неделчева
- The Established and the Outsiders (1965)
- Die höfische Gesellschaft (1969)
- Was ist Soziologie? (1970)
Що е социология?, изд. „ЛИК“ (1999), прев. Светла Маринова
- Scientific Establishments and Hierarchies (1982)
- Über die Einsamkeit der Sterbenden in unseren Tagen (1982)
- Engagement und Distanzierung (1983)
- Über die Zeit (1984)
- Quest for Excitement (1986) – с Е. Дюнинг
- Humana Conditio: Beobachtungen zur Entwicklung der Menschheit am 40. Jahrestag eines Kriegsendes (1985)
- Die Gesellschaft der Individuen (1987)
- Los der Menschen (1987)
- Studien über die Deutschen (1989)
- The Symbol Theory (1991)
- Über sich selbst (1990)
- Mozart: zur Soziologie eines Genies (1991)